# Реверс тяги
Реверс — режим работы авиационного двигателя,  при котором вектор тяги двигателя направлен против направления движения летательного аппарата. Технически реверс реализуется: для реактивных двигателей — отклонением части воздушной или реактивной струи вперёд по направлению движения, а для винтовых двигателей — реверсом воздушного винта.
Реверс применяется в основном на пробеге после посадки или для аварийного торможения при прерванном взлёте. Реже — на рулении, для движения самолёта задним ходом без помощи буксировщика. Небольшое число самолётов допускает включение реверса в воздухе. Наиболее широко реверс применяется в коммерческой и транспортной авиации. Характерный шум можно часто услышать при пробеге самолёта по ВПП после посадки.
Реверс применяют совместно с основной (колёсной) тормозной системой самолёта. Его применение позволяет снизить нагрузку на основную тормозную систему самолёта и сократить тормозную дистанцию, особенно при малом коэффициенте сцепления колёс с ВПП, а также в начале пробега, когда остаточная подъёмная сила крыла уменьшает нагрузку на колёса, снижая эффективность тормозов. Вклад реверсивной тяги в общее тормозное усилие может сильно различаться для разных моделей самолётов.

## Реверс реактивного двигателя
Реверс реализуется путём отклонения части или всей струи, исходящей из двигателя, при помощи разнообразных затворок. В разных двигателях реверсивное устройство реализовано различным способом. Специальные затворки могут перекрывать струю, создаваемую только внешним контуром турбореактивного двигателя (например, на Airbus A320), или струи обоих контуров (например, на Ту-154М).
В зависимости от конструктивных особенностей самолёта реверсом могут быть оснащены как все двигатели, так и их часть. Например, на трёхдвигательном Ту-154 реверсивным устройством оснащены только крайние двигатели, а на Як-40 — только средний.

### Ковшовые створки
Способ, в котором для перенаправления воздушного потока используются специальные створки определённого вида, так называемые «ковшовые». Таких створок на двигателях как минимум две (Ту-154М) или более (Boeing 737) и внешне они напоминают ковши. Например в двигателе невысокой степени двухконтурности с перекрытием всего потока, например Д-30КУ-154 (в самолёте Ту-154М). В двигателе высокой степени двухконтурности, например CFM56-5В (в самолёте Airbus А320) с перекрытием холодной части потока и с сохранением прямого течения в горячей части потока (сопла).

### Профилированные решётки
Способ, в котором в задней части двигателя и, возможно, сопла двигателя, выполнены специальные профилированные решётки. Когда двигатель работает на прямой тяге, створки перенаправляют проход выходящих газов в решётки. Такая конструкция применяется например в двигателях невысокой степени двухконтурности с перекрытием всего потока, НК-8-2(У) (в самолёте Ту-154) или Pratt & Whitney JT8D (в самолёте Boeing 727). В двигателе высокой степени двухконтурности, например  Д-436 (в самолёте Ан-148) с перекрытием холодной части потока и с сохранением прямого течения в горячей части потока (сопла).

### Ограничения
К недостаткам реверсивной системы можно отнести неприятности, связанные с его применением на малых скоростях (приблизительно <140 км/ч). Реверсивная струя может поднимать в воздух с поверхности взлётно-посадочной полосы мусор (например, мелкие камни), который, при пробеге самолёта по ВПП на относительно небольшой скорости, может попасть в воздухозаборник двигателя и стать причиной его повреждения. При высокой скорости движения самолёта поднятый мусор помех не создает, поскольку не успевает подняться до высоты воздухозаборника к моменту его приближения.
На самолёте Ил-76 реверсивное устройство имеют все 4 двигателя, однако на практике реверс внутренних (2-го и 3-го) двигателей стараются не использовать, так как возможно повреждение обшивки фюзеляжа.

## Реверс двигателя с воздушным винтом
Реверс у винтовых самолётов реализуется путём поворота лопастей винта (изменяется угол атаки лопастей с положительного на отрицательный) при неизменном направлении вращения. Таким образом винт начинает создавать обратную тягу. Такой тип реверсивного устройства может применяться как на самолётах с поршневым двигателем, так и на турбовинтовых самолётах, в том числе и одномоторных.
У самолёта Airspeed 2000, имевшего паровой двигатель, реверс винта осуществлялся изменением направления его вращения (вместе с изменением направления вращения самого двигателя).
Реверс зачастую предусматривается на гидросамолётах и амфибиях, так как предоставляет значительное удобство при рулении на воде.

### История
Первое применение реверса тяги на винтовых самолётах можно отнести к 1930-м годам. Так, реверсом были оборудованы пассажирские самолёты Боинг 247 и Дуглас DC-2.

## Самолёты без реверсивного устройства
Большое количество самолётов либо не нуждается в реверсе, либо реверс сложно реализовать технически. Так например, в связи с особенностями механизации крыла и чрезвычайно эффективными воздушными тормозами в хвосте BAe 146 не требуется включать реверс при приземлении. Соответственно, все четыре двигателя не работают в режиме реверса. По этой же причине в реверсивном устройстве не нуждается самолёт Як-42. В то же время многие самолёты с форсажными камерами (военного назначения) не имеют реверса, в связи с чем их послепосадочный пробег велик. Данное обстоятельство вынуждает строить ВПП большей длины, в конце ВПП устанавливать аварийные устройства торможения, а на сами самолёты устанавливать высокоэффективные колёсные тормоза и тормозные парашюты. Необходимо отметить, что тормоза и пневматики таких самолётов подвержены большому износу и требуют частой замены, а в случае применения парашютов требуется организация дополнительных служб по техническому обеспечению и обслуживанию ТП.

## Использование реверса в воздухе
Некоторые самолёты (как винтовые, так и реактивные, военные и гражданские) допускают возможность включения реверса тяги в воздухе, при этом его использование зависит от конкретного типа воздушного судна. В ряде случаев реверс включается непосредственно перед касанием полосы; в других случаях — на снижении, что позволяет снизить скорость торможением (при подходе по крутой глиссаде) или избежать превышения допустимых скоростей при пикировании (последнее применимо к военным самолётам); для выполнения боевых маневров; для быстрого экстренного снижения.
Так, в турбовинтовом авиалайнере ATR 72 реверс может быть использован в полёте (при снятии пилотом предохранительной пломбы); турбореактивный лайнер «Трайдент» также допускает реверс в воздухе для быстрого снижения с вертикальной скоростью до 3 км/мин (хотя эта возможность редко использовалась на практике); с той же целью мог быть включен реверс двух внутренних двигателей сверхзвукового лайнера «Конкорд» (только на дозвуковой скорости и при высоте ниже 10 км). Военно-транспортный самолёт C-17A также допускает включение реверса всех четырёх двигателей в воздухе для быстрого снижения (до 4600 м/мин). Истребитель Сааб 37 «Вигген» также располагал возможностью реверса в полёте для сокращения посадочной дистанции. Одномоторный турбовинтовой самолёт Pilatus PC-6 также может использовать реверс в воздухе при заходе по крутой глиссаде на короткие посадочные площадки.
Для примера использования реверса тяги в воздухе (непосредственно перед касанием полосы) можно привести выдержку из руководства по лётной эксплуатации самолёта Як-40:
на высоте 6-4 м уменьшить режим работающим боковым двигателям до малого газа и начать выравнивание самолёта, дав команду: Реверс.